# Pilumnus hirtellus
Pilumnus hirtellus är en kräftdjursart som först beskrevs av Carl von Linné 1761.  Pilumnus hirtellus ingår i släktet Pilumnus och familjen Pilumnidae. Arten är reproducerande i Sverige. Inga underarter finns listade i Catalogue of Life.